# Podlëdnaja Gora Serlapova
Podlëdnaja Gora Serlapova är ett berg i Antarktis. Det ligger i Östantarktis. Australien gör anspråk på området. Toppen på Podlëdnaja Gora Serlapova är 3 154 meter över havet.
Terrängen runt Podlëdnaja Gora Serlapova är en högslätt. Trakten är obefolkad. Det finns inga samhällen i närheten.